# Ametralladora de propósito general

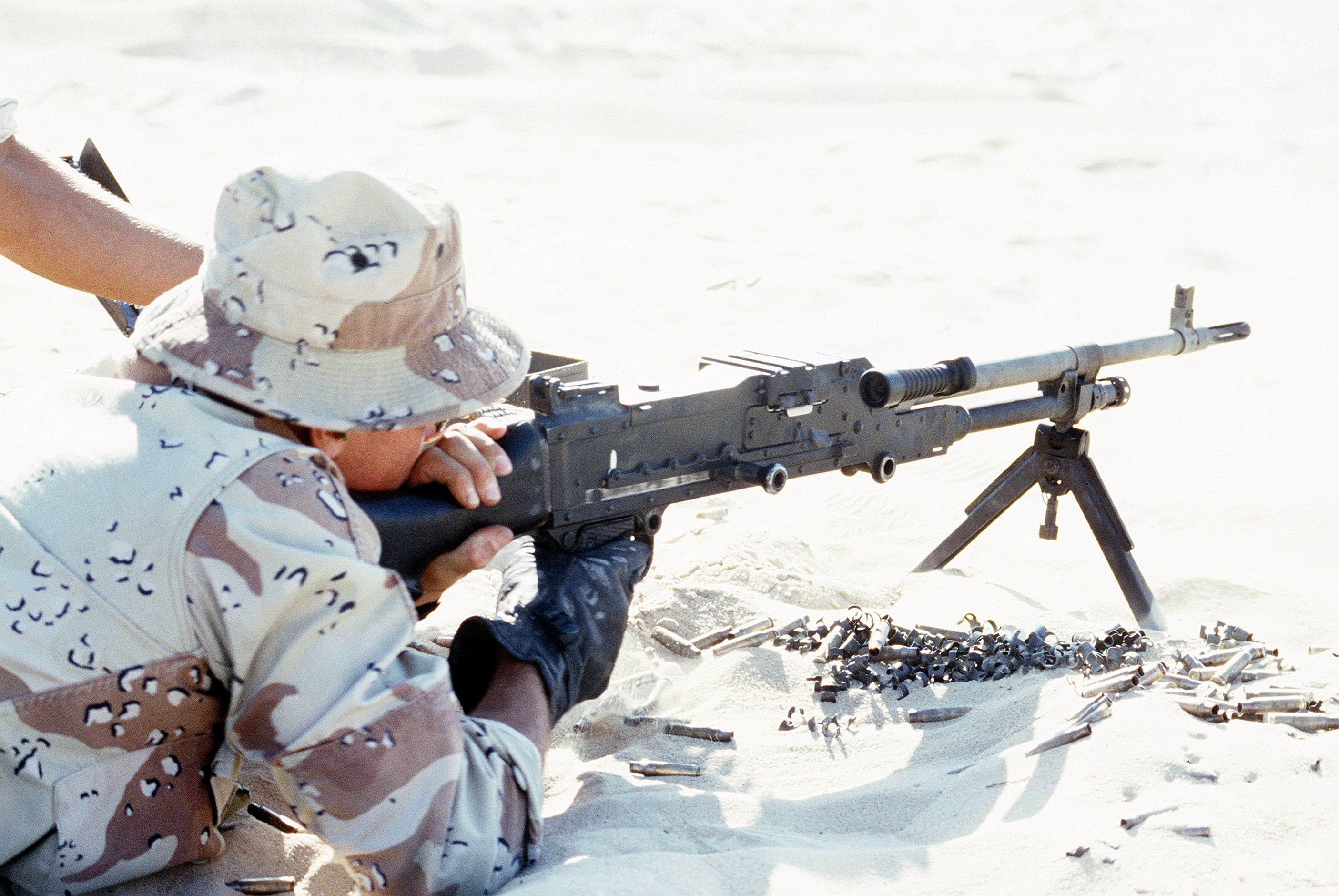
Un marine estadounidense disparando la L7A2, versión británica de la FN MAG, durante un ejercicio conjunto británico-estadounidense en la Guerra del Golfo (1990).

Una ametralladora de propósito general (APG o GPMG, acrónimo en inglés de general purpose machine gun) es una ametralladora enfriada por aire con cañón de cambio rápido, cuya función es desempeñar tanto el papel de ametralladora ligera como de ametralladora media, siendo al mismo tiempo un arma portátil.
Esta arma puede actuar como una ametralladora de posición normal, montada sobre un trípode pesado con miras; o puede ser desmontada, acoplada a un bípode y utilizada como ametralladora ligera, pero con una potencia muy superior a las concebidas expresamente como tales.
Las ametralladoras de propósito general modernas disparan cartuchos de fusil como el 7,62 x 51 OTAN, el 7,62 x 54 R o 7,92 x 57 Mauser. Generalmente son utilizadas desde una posición estacionaria, bien apoyadas en un bípode o trípode, o bien montada a bordo de un vehículo o helicóptero, ya que suelen ser demasiado potentes y pesadas para poder ser disparadas con efectividad desde una posición de pie sin apoyo o en movimiento.

## Historia

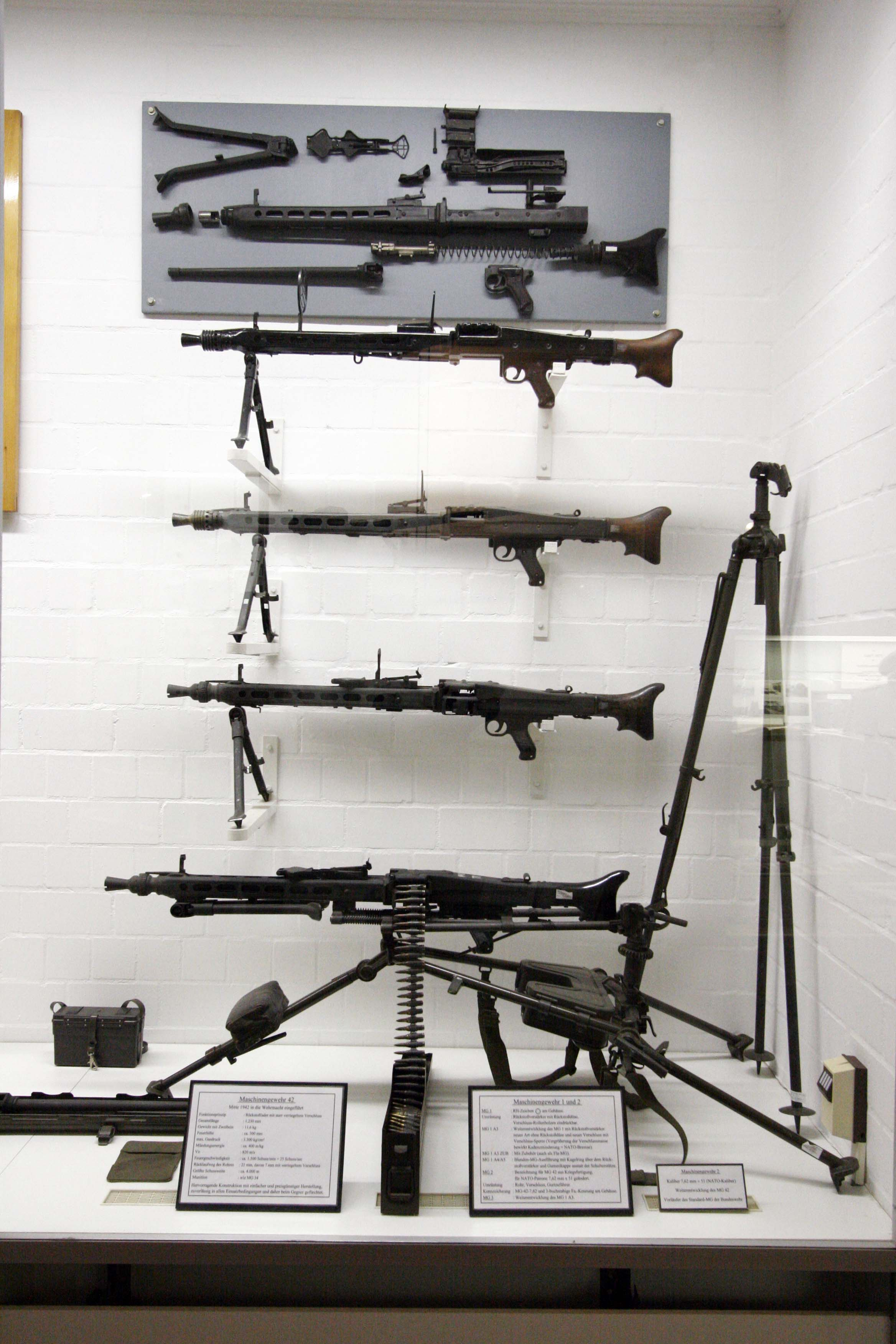
Ametralladoras de propósito general MG 42 con bípode (dos arriba), junto a una MG 1 con bípode (al centro) y una MG 3 montada sobre trípode.

"Con la MG 34, el Ejército alemán introdujo un concepto totalmente nuevo en potencia de fuego automático - la Einheitsmaschinengewehr o ametralladora de propósito general (APG). En esencia la MG 34 era un arma excelente: una ametralladora enfriada por aire y accionada por retroceso, que disparaba cintas de cartuchos 7,92 x 57 Mauser con una cadencia de 850 disparos/minuto, a distancias de más de 1000 metros. Pero con solo cambiar su afuste, mecanismos de puntería y sistema de alimentación, el tirador podía cambiar radicalmente su función. Con su bípode estándar era una ametralladora ligera, ideal para asaltos de infantería; montada sobre un trípode podía servir como una ametralladora media para efectuar disparos continuos; montada a bordo de aeronaves o vehículos, pasaba a ser una ametralladora de defensa aérea, siendo también la ametralladora coaxial de numerosos tanques.
Durante la Segunda Guerra Mundial, la MG 34 fue superada (aunque continuó siendo empleada en combate) por una nueva APG - la MG 42. La MG 42 era menos costosa de fabricar y más robusta, teniendo una cadencia de 1.200 disparos/minuto. Fue apodada 'la motosierra de Hitler' por los soldados Aliados en todos los frentes de Europa y el norte de África. Tales fueron sus cualidades de potencia de disparo y fiabilidad, que fue la base de toda una serie de ametralladoras de la posguerra, incluyendo a la MG 1 y la MG 3 - la segunda todavía está en producción y servicio hoy en día."
La MG 34 y la MG 42 influenciaron el diseño de varias ametralladoras de propósito general de la posguerra, muchas de ellas aún están en servicio hoy en día. Prestaron elementos de diseño a las ametralladoras FN MAG belga y M60 estadounidense, al mismo tiempo que dieron origen a la Zastava M53, la M51 suiza y la MG 74 austriaca.

## Ejemplos

### Segunda Guerra Mundial
- Alemania nazi: MG 34, enfriada por aire y alimentaba por cintas o tambor portacintas, tenía la capacidad para poder ser montada en distintos soportes y empleada en diferentes funciones. En particular, la MG 34 fue el arma coaxial estándar de numerosos vehículos de la Alemania nazi durante la Segunda Guerra Mundial.

- Alemania nazi: MG 42, sucesora de la MG 34, fue la ametralladora más versátil y efectiva de la Segunda Guerra Mundial.

### Posguerra
- Estados Unidos: M60, que utiliza el sistema de alimentación de la MG 42 y su fabricación con chapa de acero estampada.[10][11] Fue reemplazada en servicio estadounidense por la M240, variante de la FN MAG.

- Bélgica: FN MAG, que copió el sistema de alimentación y el mecanismo de gatillo de la MG 42.[12] Es una de las ametralladoras de propósito general más ampliamente utilizada por ejércitos occidentales y miembros de la OTAN.

- Francia: AAT-52, que más o menos copia el sistema de alimentación de la MG 42.[13] Ha sido reemplazada en su mayoría por la FN MAG y la FN Minimi.

- Alemania: Rheinmetall MG3, descendiente directa de la MG 42, actualmente está en servicio con los ejércitos de Alemania y otros países.

- Unión Soviética/Rusia: La serie de ametralladoras de propósito general PK/PKM fue ampliamente exportada a numerosos países.

- China: Tipo 67 y modelos mejorados posteriores.

- Sudáfrica: Vektor SS-77

- Alemania: Heckler & Koch HK21, basada en el fusil Heckler & Koch G3 y ampliamente exportada.

- Suiza: MG 51, descendiente directa de la MG 42.

## Galería

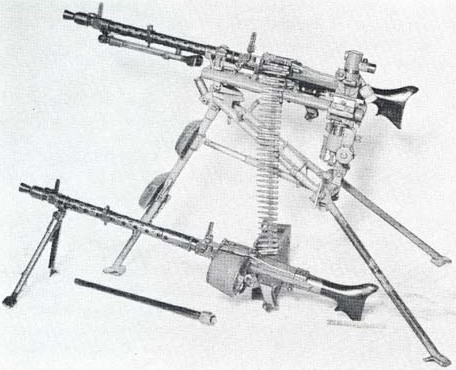
MG 34 montada sobre trípode (arriba) y con bípode (abajo).
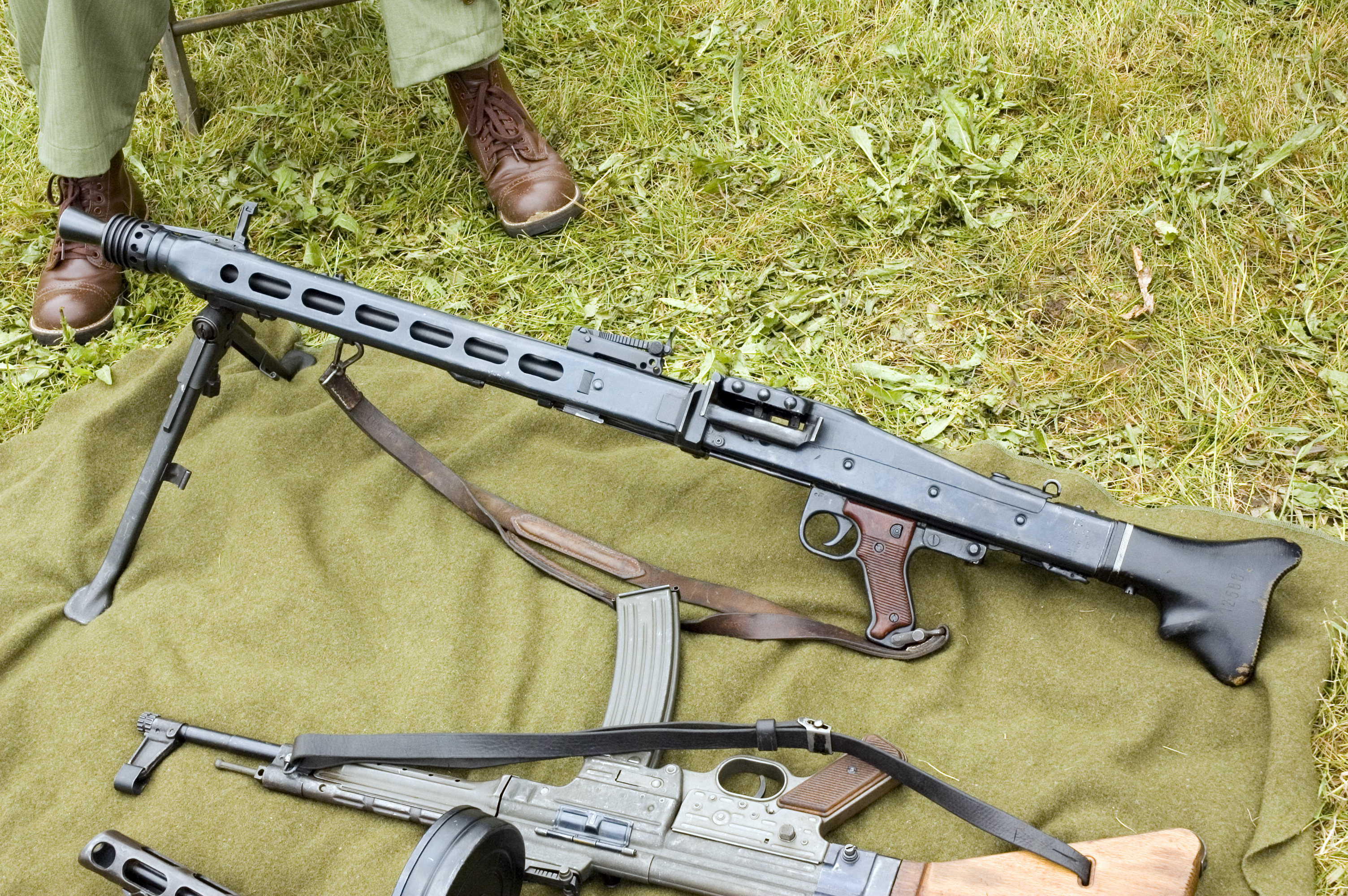
Una MG 42 (arriba) y un StG 44 (abajo).
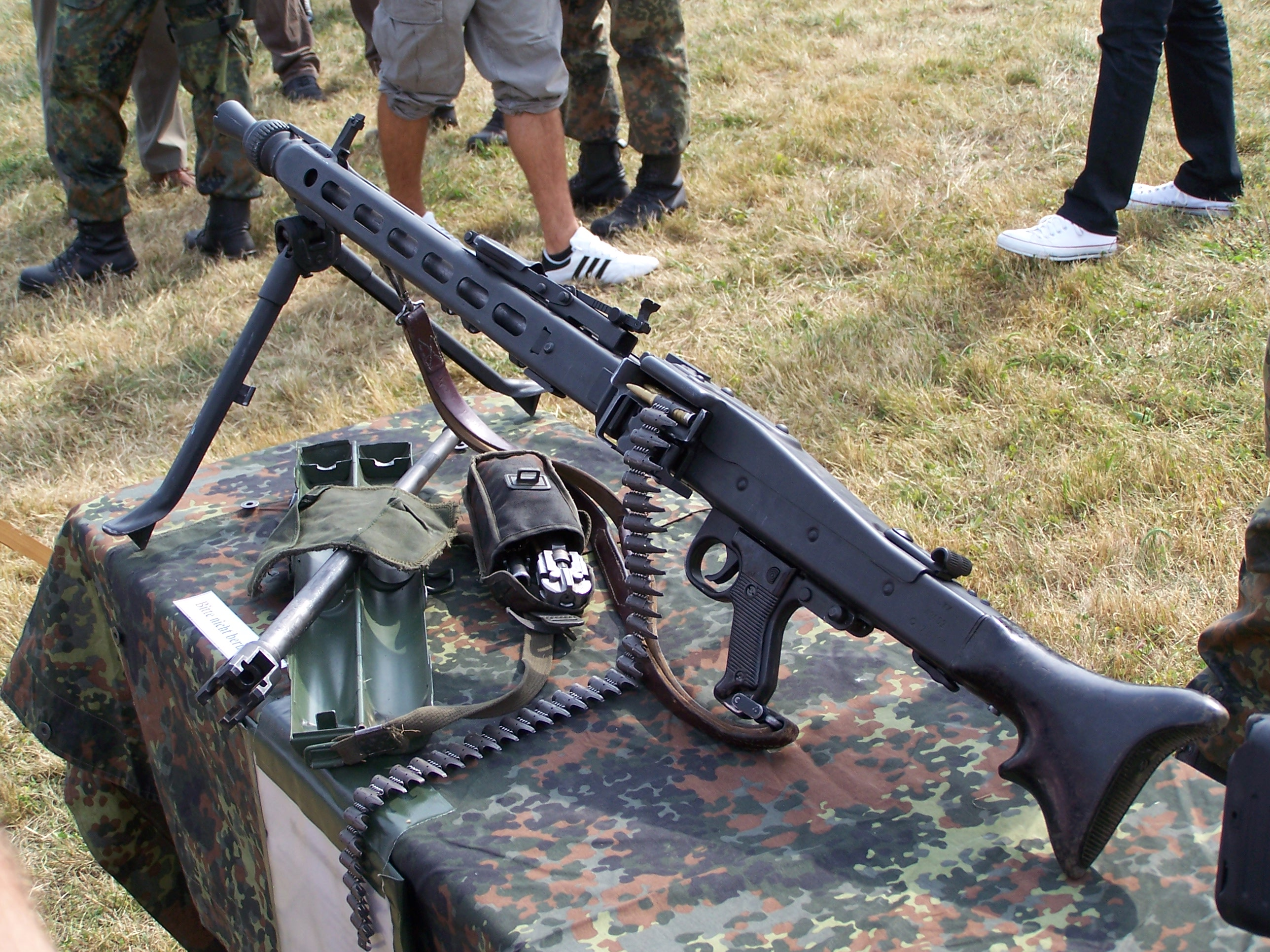
Una MG3 en exhibición.
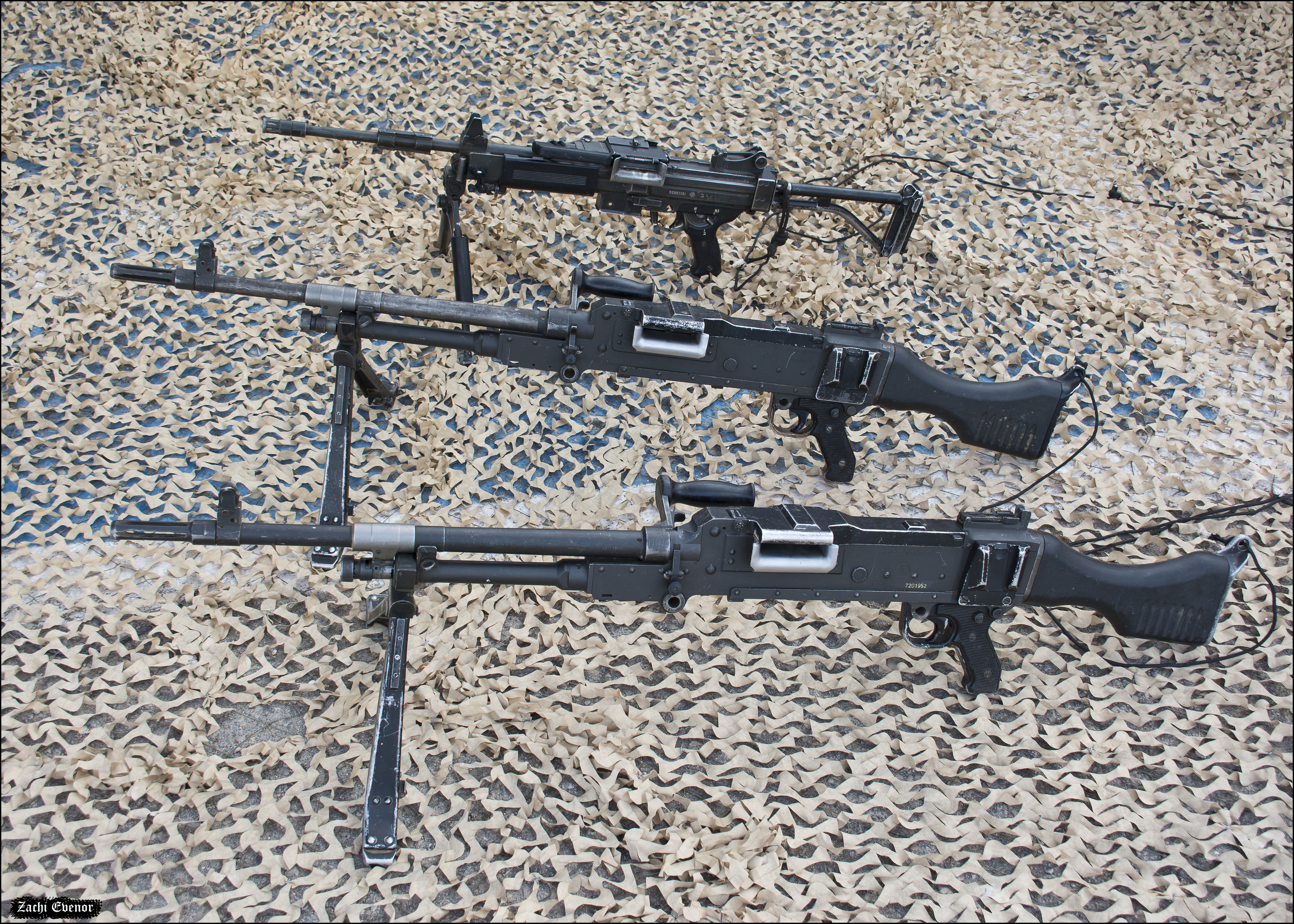
Ametralladoras IMI Negev (arriba) y FN MAG (abajo).
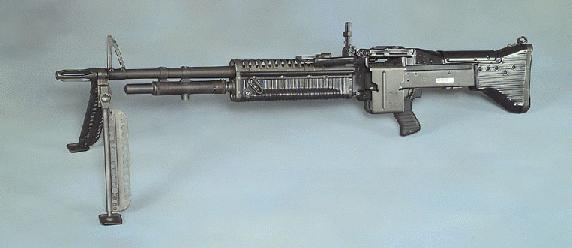
Una M60.
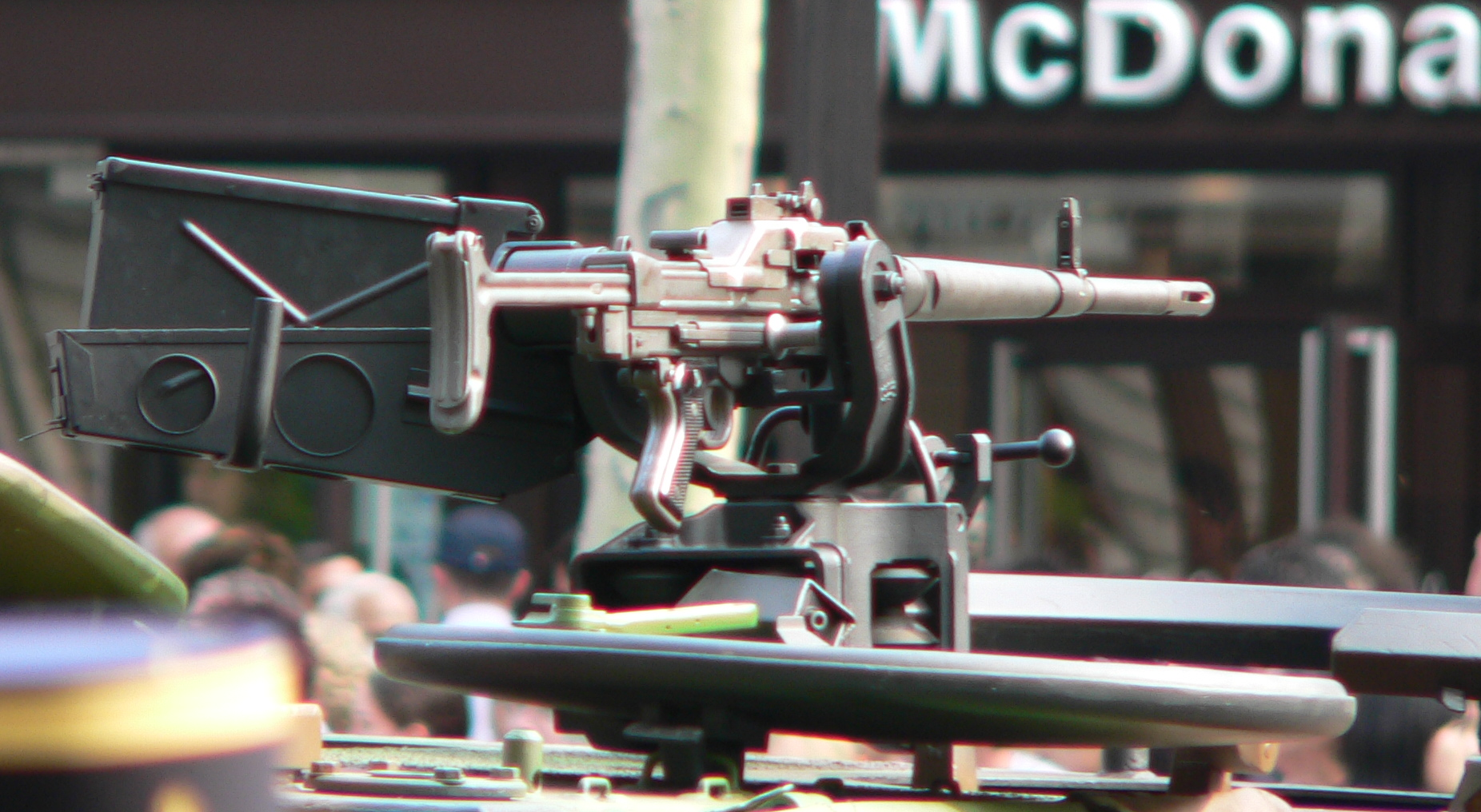
La AAT-52 de la torreta de un tanque Leclerc.
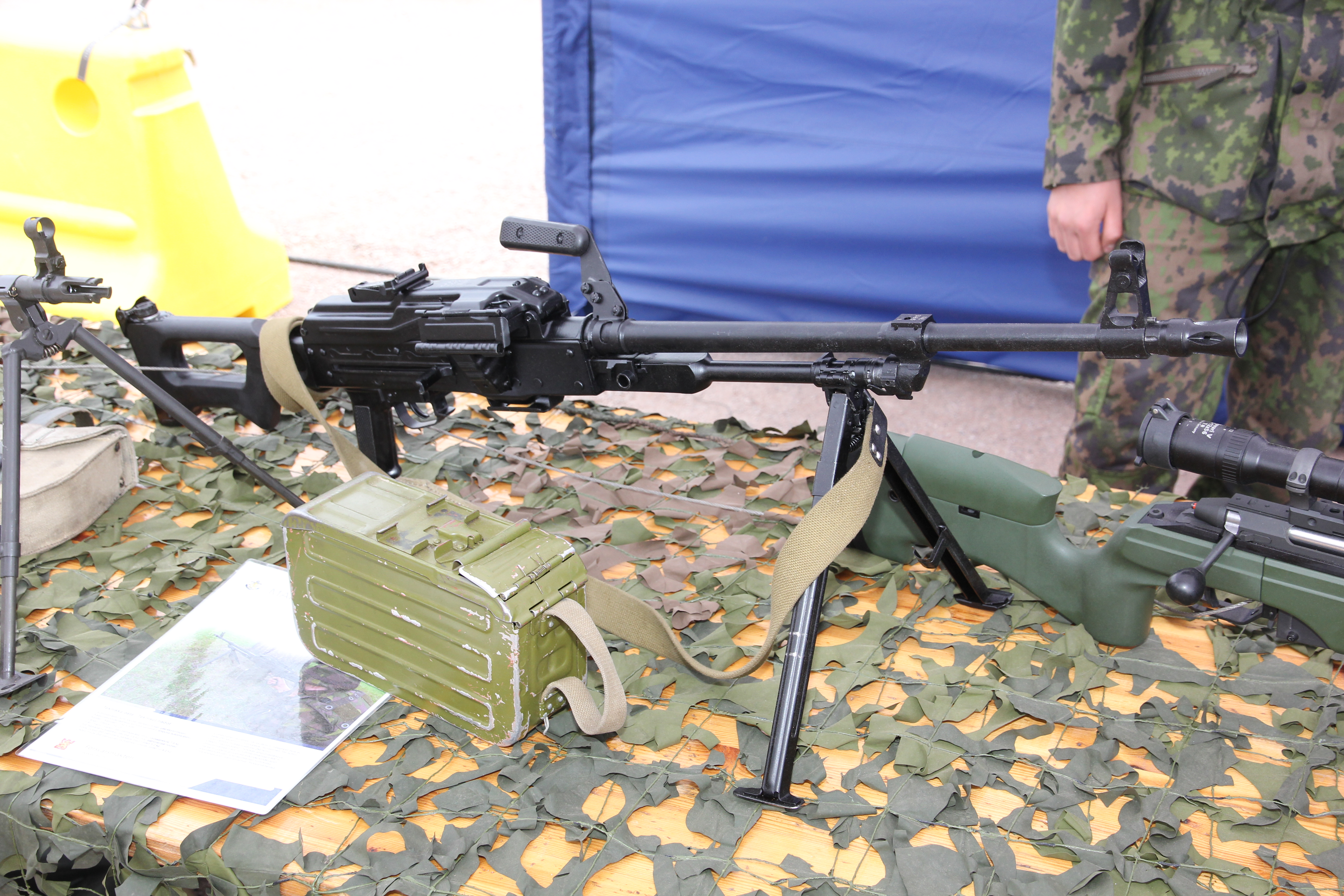
Ametralladora de propósito general PKM.
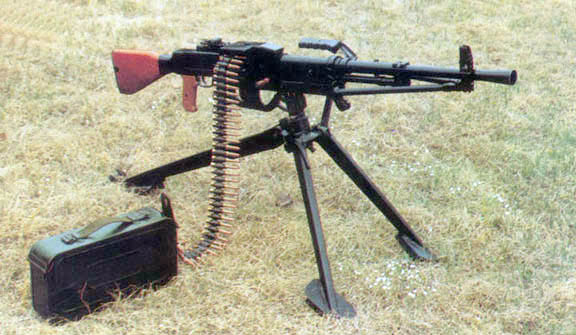
Una Tipo 67 montada sobre trípode.
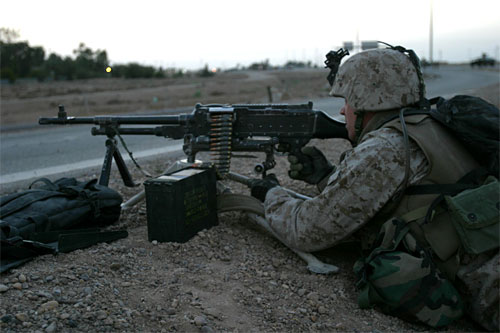
Una M240.
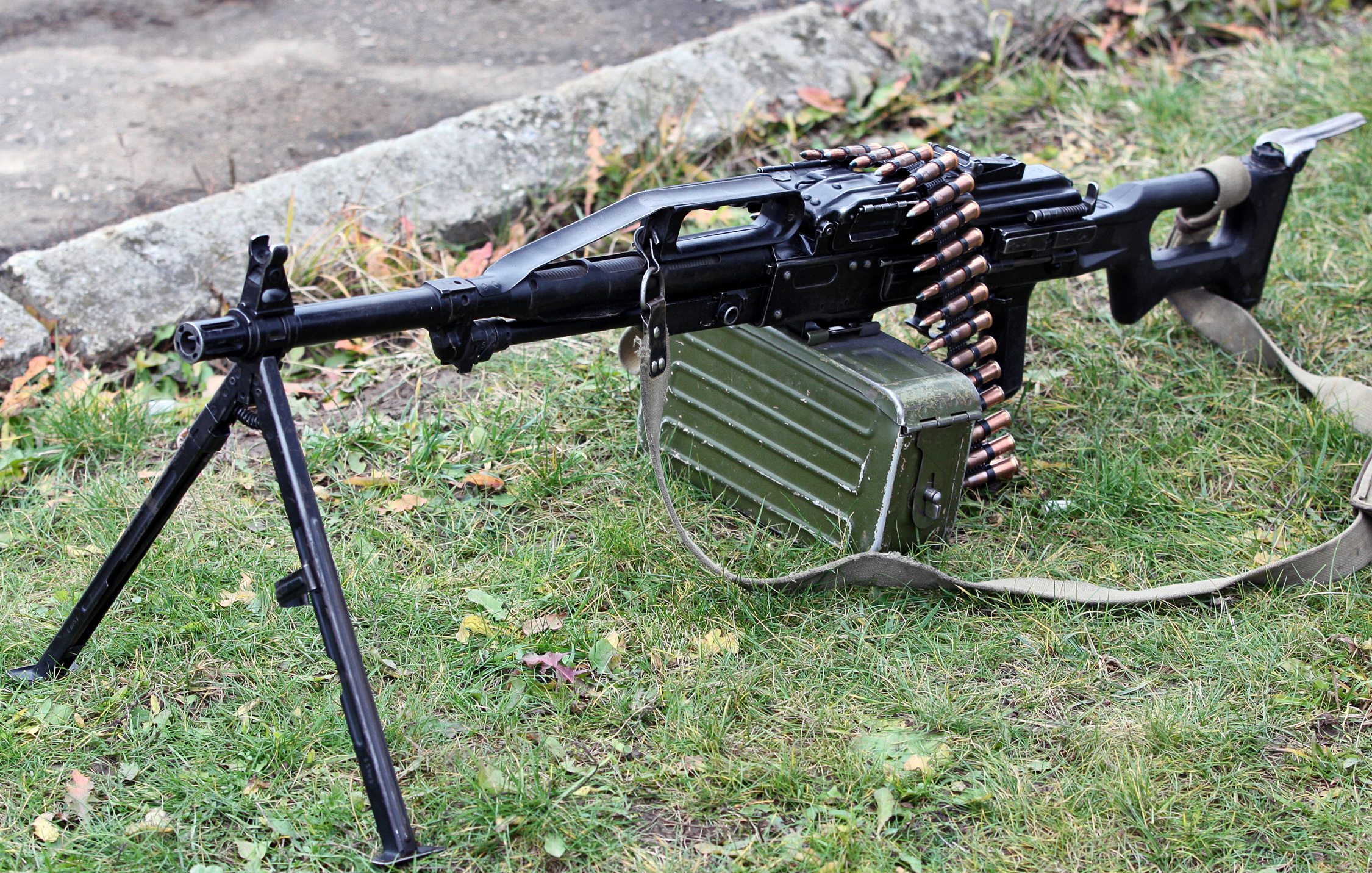
Una Pecheneg.
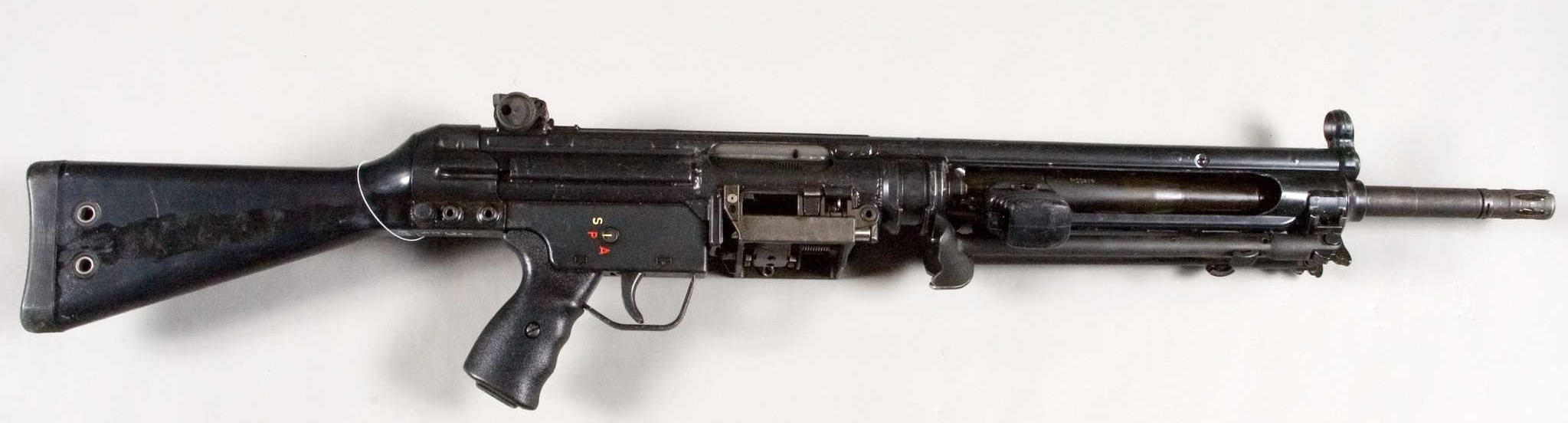
Ametralladora de propósito general Heckler & Koch HK21A1.